# Octochaetus brucei
Octochaetus brucei är en ringmaskart som beskrevs av Lee 1952. Octochaetus brucei ingår i släktet Octochaetus och familjen Acanthodrilidae. Inga underarter finns listade i Catalogue of Life.